# ایکانگا
ایکانگا (به انگلیسی: Echunga) یک شهرک در استرالیا است که در استرالیای جنوبی واقع شده‌است.